# EMISAT
EMISAT (acronyme de ElectroMagnetic Intelligence-gathering Satellite), est un minisatellite de renseignement d'origine électromagnétique indien. Il est placé sur orbite le 1er avril 2019 par le lanceur indien PSLV-C43 décollant depuis le centre spatial Satish-Dhawan. L'agence spatiale indienne ISRO construit le satellite pour le compte de l'agence gouvernementale indienne responsable du développement de technologies militaires (DRDO - Defence Research and Development Organisation).

## Caractéristiques techniques
Le satellite de 436 kilogrammes est stabilisé sur 3 axes et a la forme d'un parallélépipède. Il utilise une plate-forme IMS-2 (Indian Mini Satellite-2) modifiée pour le satellite franco-indien SARAL et le satellite HysIS. L'énergie est produite par des panneaux solaires fournissant environ 800 watts. La charge utile n'est pas dévoilée mais selon les spécialistes il s'agit de l'ensemble d'équipements d'écoute électronique Kautilya que l'Inde développe depuis au moins 2014. Sa mission est la mesure du spectre électromagnétique. Ces équipements permettent de détecter, localiser et caractériser les signaux électromagnétiques tels que ceux émis par les radars militaires étrangers.

## Déroulement de la mission
Le satellite est placé sur une orbite héliosynchrone (altitude de 749 kilomètres et avec une inclinaison orbitale de 98,4°) par le lanceur indien PSLV-C45 (version QL) décollant depuis le centre spatial Satish-Dhawan qui emporte également 28 autres satellites de plus petite taille et de différentes nationalités. Il s'agit du premier vol de la version QL du lanceur caractérisée par le recours à quatre propulseurs d'appoint (les versions existantes sont 0, 2 ou 6 propulseurs d'appoint).